# Буффони, Фелипе
Фели́пе Буффо́ни (исп. Felipe Buffoni, даты рождения и смерти неизвестны) — уругвайский футболист, выступавший на позиции нападающего в 1910—1920-е годы за «Монтевидео Уондерерс» и сборную Уругвая.

## Биография
Фелипе Буффони — воспитанник клуба «Уондерерс». В основном составе начал играть в 1916 году, и сразу же стал одним из лидеров в нападении, образуя связку с братьями Раулем и Карлосом Бастосами. В дебютном сезоне Буффони помог своей команде занять третье место в чемпионате Уругвая. Также 1 октября 1916 года Фелипе дебютировал в сборной Уругвая в товарищеском матче против Аргентины. Нападающий забил один гол, но это не спасло уругвайцев от крупного поражения со счётом 7:2. Однако данная игра многими статистиками не включается в общий реестр матчей обеих сборных и не учитывается некоторыми статистиками.
В 1917 и 1918 годах вместе с «Уондерерс» выигрывал Кубок Компетенсия, что давало право сразиться в международном турнире против аргентинских команд. В обоих случаях «богемиос» на поле соперника оказывались сильнее — в 1918 году обыграв 4:0 «Индепендьенте», а в 1919 году — «Портеньо» (2:1).
В 1921 году Фелипе Буффони продолжал оставаться одним из лидеров нападения в клубе, и в конце года его вновь вызвали в национальную команду. На этот раз матч против сборной Парагвая, состоявшийся на «Парке Сентраль» 2 ноября, имел полностью официальный, хотя и товарищеский характер. В этой игре Фелипе оформил хет-трик — второй в истории сборной Уругвая, ещё один гол на счету Антонио Камполо, и в результате «селесте» обыграла соперников со счётом 4:2.
В 1922 году Буффони в составе сборной Уругвая принял участие в чемпионате Южной Америки в Рио-де-Жанейро. «Селесте» уверенно провела первые матчи, обыграв Чили (2:0), Аргентину (1:0) благодаря единственному голу, забитому Буффони, а также сыграв нулевую ничью с хозяевами первенства (в этом матче Буффони участия не принимал). В последней игре бразильский арбитр Педру Сантос явным образом помогал парагвайской команде, которая обыграла уругвайцев с минимальным счётом. Уругвай, Парагвай и Бразилия набрали одинаковое количество очков и должен был состояться мини-турнир за золотые медали. Но Уругвай отказался принимать в нём участие в знак протеста против ужасного судейства. В результате в «золотом матче» Бразилия разгромила Парагвай 3:0 и стала чемпионом, а Уругвай остался на третьем месте. В том же году Буффони добился наивысшего результата с «Уондерерс» — его команда стала вице-чемпионом Уругвая, на одно очко отстав от чемпиона «Насьоналя».
В 1923 году футбол в стране раскололся. «Уондерерс» играл в обоих чемпионатах — в турнире, организованном Уругвайской футбольной ассоциацией (АУФ), команда заняла девятое место, а в турнире под эгидой Уругвайской футбольной федерации (ФУФ) «Атлетико Уондерес» стал чемпионом. Фелипе Буффони играл в турнире АУФ, поэтому чемпионом Уругвая не стал. 22 июля 1923 года Буффони сыграл свой последний матч за сборную. На «Парке Сентраль» уругвайцы сыграли вничью 2:2 с Аргентиной.
Последние сведения об игре Фелипе Буффони за «Монтевидео Уондерерс» относятся к 1925 году. Тогда чемпионат был прерван после 13 туров и считается не разыгранным. Буффони оставался одним из игроков атакующей пятёрки. Дальнейшая судьба нападающего неизвестна. Всего за столичный «Уондерерс» он забил 56 голов в разных турнирах.

## Достижения
- Вице-чемпион Уругвая (1): 1922
- Обладатель Кубка Компетенсия (2): 1917, 1918
- / Обладатель Кубка Тай Компетишн (2): 1918, 1919
- Третий призёр чемпионата Южной Америки (1): 1922